# Гартлі (одиниця вимірювання)
Га́ртлі (позначення Гарт, англ. hartley, Hart), раніше бан (англ. ban) або дит (англ. dit, скорочення від decimal digit), — логарифмічна одиниця вимірювання інформації або ентропії на основі логарифмів за основою 10 та степенів 10, радше ніж степенів 2 та логарифмів за основою 2, які визначають біт, або шеннон. Один гартлі є кількістю інформації такої події, ймовірність трапляння якої становить 1/10. Він, отже, дорівнює інформації, що міститься в одній десятковій цифрі, за припущення а пріорі, що всі її можливі значення є рівноймовірними.
Як біт відповідає двійковій цифрі, так і бан є десятковою цифрою. Дециба́н (англ. deciban) є однією десятою бану; цю назву утворено від назви бан за допомогою префіксу СІ деци-.
Один Гарт відповідає log2(10) біт = ln(10) нат, або приблизно 3.322 Ш, або 2.303 нат. Децибан становить приблизно 0.332 Ш.
Хоч гартлі й не є одиницею системи SI, проте він є частиною Міжнародної системи величин, визначеної Міжнародним стандартом IEC 80000-13 Міжнародної електротехнічної комісії. Його названо на честь Ральфа Гартлі. Він замінює бан, колишню назву тієї ж одиниці.

## Історія
Бан і децибан було вигадано Аланом Тьюрингом та Ірвінгом Джоном Ґудом 1940 року для вимірювання кількості інформації, яку може бути виведено дешифрувальниками в Блечлі-Парк із застосуванням процедури банберизму для визначення щоденного невідомого налаштування німецької військово-морської шифрувальної машини Енігма. Цю назву було навіяно безмірними аркушами карток, друкованими в місті Банбері приблизно в 50 кілометрах, які використовувалися в цьому процесі.
Джек Ґуд стверджував, що послідовне підсумовування децибанів для побудови міри ваги свідчень на користь гіпотези є, по суті, баєсовим висновуванням. Дональд Ґілліс, проте, стверджував, що бан є, по суті, тим же, що й міра суворості перевірки Карла Поппера.
Термін гартлі присвячено Ральфові Гартлі, який запропонував цю одиницю 1928 року.
Бан передує застосуванню Шенноном біту як одиниці інформації щонайменше на вісім років, і залишається у вжитку на початку XX століття. В Міжнародній системі одиниць його замінено на гартлі.

## Використання як одиниці шансів
Децибан є особливо корисною одиницею для логарифмічних шансів, зокрема як міра інформації в коефіцієнтах Баєса, співвідношеннях шансів (логарифм такого співвідношення є різницею логарифмічних шансів) та в зважуваннях свідчень. 10 децибанів відповідають шансам 10:1; 20 децибанів — шансам 100:1 тощо. На думку І. Дж. Ґуда, зміна у вазі свідчення на 1 децибан (тобто, зміна в шансах від рівних до приблизно 5:4) є приблизно настільки ж тонкою, наскільки можна розумно очікувати від здатності людей кількісно оцінювати свою міру переконання в гіпотезі.
Шанси, які відповідають цілочисельним децибанам, часто може бути добре наближено простими цілочисельними співвідношеннями; їх зібрано нижче. Значення з точністю до двох десяткових знаків дробової частини, просте наближення (з точністю близько 5 %), з точнішим наближенням (в межах 1 %), якщо просте є неточним:
| децибани | точне значення | наближене значення | наближене співвідношення | точне співвідношення | імовірність |
| -------- | -------------- | ------------------ | ------------------------ | -------------------- | ----------- |
| 0        | 100/10         | 1                  | 1:1                      |                      | 50 %        |
| 1        | 101/10         | 1.26               | 5:4                      |                      | 56 %        |
| 2        | 102/10         | 1.58               | 3:2                      | 8:5                  | 61 %        |
| 3        | 103/10         | 2.00               | 2:1                      |                      | 67 %        |
| 4        | 104/10         | 2.51               | 5:2                      |                      | 71.5 %      |
| 5        | 105/10         | 3.16               | 3:1                      | 19:6, 16:5           | 76 %        |
| 6        | 106/10         | 3.98               | 4:1                      |                      | 80 %        |
| 7        | 107/10         | 5.01               | 5:1                      |                      | 83 %        |
| 8        | 108/10         | 6.31               | 6:1                      | 19:3, 25:4           | 86 %        |
| 9        | 109/10         | 7.94               | 8:1                      |                      | 89 %        |
| 10       | 1010/10        | 10                 | 10:1                     |                      | 91 %        |